# ريو نيشيو
ريو نيشيو (باليابانية: 西尾 崚) (15 مايو 1992 في توتوري في اليابان – )؛ هو لاعب كرة قدم كان يلعب كلاعب وسط.